# Bertrand Robert de Saint-Jal
Bertrand Robert de Saint-Jal (- septembre 1403) est un prélat français, évêque de Montauban.

## Biographie
Frère du cardinal Adhémar Robert, il est prieur de Villeneuve, puis abbé de Moissac de 1369 à 1370 et de Saint-Philibert de Tournus de 1377 à 1379.
Il est évêque de Montauban de 1379 à 1403.